# 2022年MIRROR演唱會事故
2022年MIRROR演唱會事故，是指香港男子組合MIRROR在2022年7月下旬於香港體育館所舉行的《MIRROR.WE.ARE LIVE CONCERT 2022》演唱會中多次發生的不同排練及演出意外事件。該演唱會原定於香港體育館舉行12場演出，但在7月28日的第4場演唱會，在舞台上方懸掛的一個大型LED顯示屏突然墮下，擊中兩名正在舞台上表演的舞者導致重傷，主辦機構即時腰斬演唱會。翌日，香港政府下令暫停舉行演唱會，直至舞台結構證實安全。主辦機構也宣布取消餘下的8場演出，並對事件展開調查，包括是否有人為疏忽及不當行為。

## 舞台設計及組裝流程

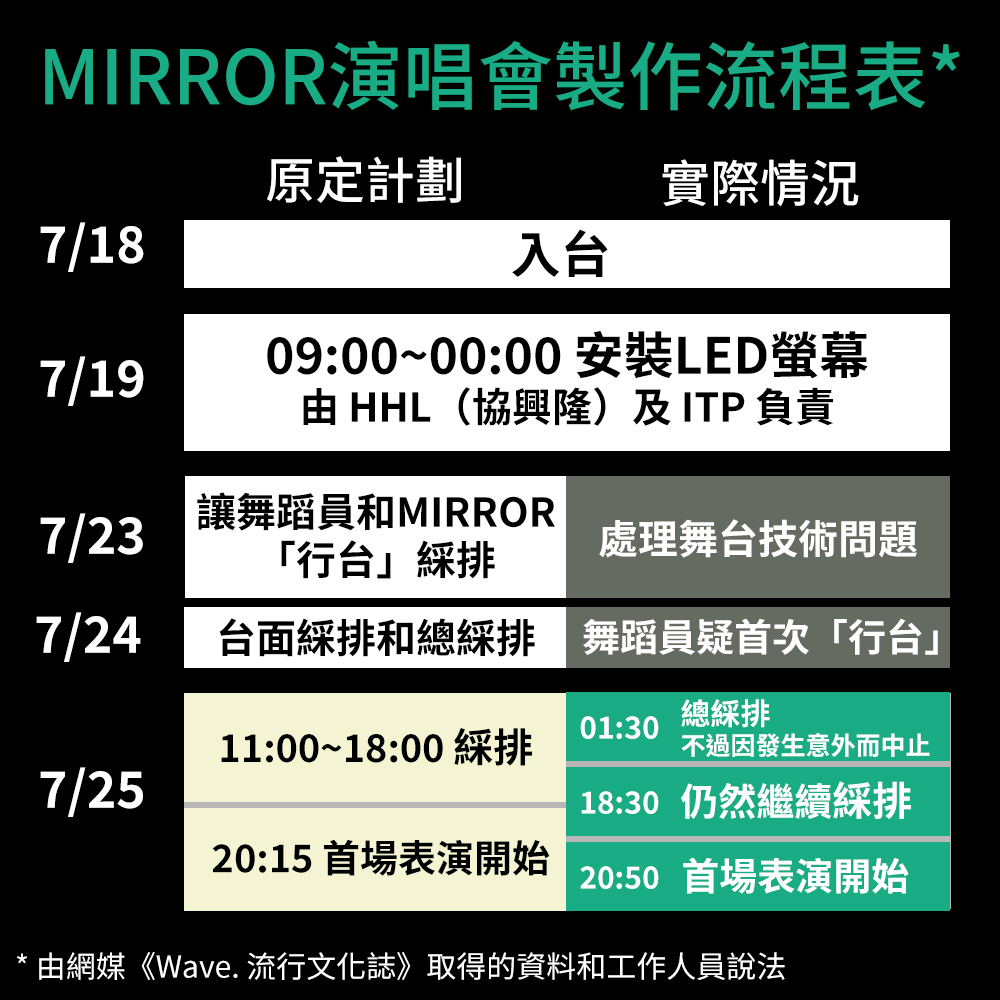
根據網媒《Wave·流行文化誌》所取得的完整製作流程表，最後無法根據原定計劃進行

根據網媒《Wave·流行文化誌》從匿名幕後人員所取得，2022年7月中旬發出的兩頁演唱會完整製作流程表，組裝舞台、處理技術問題及進行排練共預留了七天時間，當中的LED顯示屏於2022年7月19日上午9時至凌晨進行安裝。原定計劃是7月23日早上及下午讓舞蹈員「行台」綵排，晚上由MIRROR成員「行台」。7月24日，舞蹈員繼續在台面綵排，當晚進行總綵排。然而，舞台設計及組裝時間較預期長，現場工作人員一直忙於解決不同技術問題，結果總綵排在7月25日凌晨才能舉行，不過這樣的延遲情況並不罕見。至於有關舞台工程的批文，7月24日（即演唱會開始前一日）舞台搭建好後，主辦機構自行聘請的聯和專業服務有限公司（United Technical Services Limited）委派的結構工程師到紅館驗收，並簽發俗稱「安全紙」的安全報告書，向政府康樂及文化事務署提交書面文件確認舞台的搭建、安装及器材的裝置均安全穩固。

## 大屏幕墮下前的舞台事故及舞台改動

### 7月25日：總綵排及第一場演出

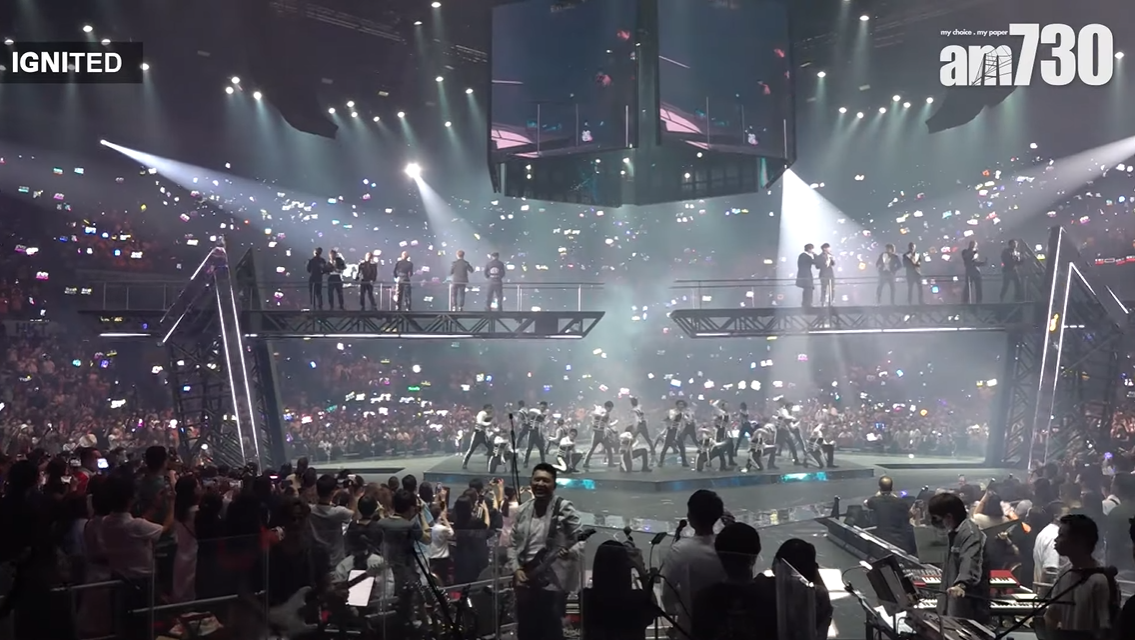
在表演首天尾聲時，MIRROR一眾成員站上長升降橋演唱，期間橋板曾經晃動而令不少歌迷感到擔憂與不滿，最後第二場尾段取消天橋裝置表演

總綵排因為要處理技術問題而延至首場演唱會當天凌晨進行。期間，有人因為踏中台板令其中一位舞蹈員受傷入院。事件發生後更有人將責任推卸到舞蹈員身上，因此令不少舞蹈員感到不滿，更在社交平台以黑色畫面表達不滿。事件發生後，MIRROR成員姜濤、江𤒹生及邱士縉亦在社交平台上為舞蹈員打氣。由於有人受傷，總綵排腰斬，最終在下午進行。
首場演唱會開始前，有歌迷到香港體育館會場外面舉起「藝人的命也是命 拒絕殺人演唱會 Mirror lives matter」的紙牌抗議，促主辦方關注表演者的安全。
演唱會期間，舞台多次出現不穩定情況，導致成員表演期間險生意外。例如成員江𤒹生在表演《虎道門》時站在貨車型升降台上跳舞，期間舞台突然晃動，他立即用手著地站穩，未致意外。另外江𤒹生與另一成員姜濤又因舞台地面有高低差而踏空。尾聲時，MIRROR一眾成員站上長升降橋演唱，當時橋板激烈晃動。天橋的欄杆高度只到人的腰下，亦沒有安全帶。成員姜濤、呂爵安及李駿傑曾於橋上同一位置踏空，差點跌倒。種種情況令不少歌迷感到擔憂與不滿。有見及此，主辦方宣佈第二場尾段取消天橋裝置表演環節，改為在平地獻唱。

### 7月26日：第二場演出
成員陳瑞輝在演講環節中失足，從升降台跌下，下半身一度再跌入舞台升降機關。不過他被機關下的人托住，再隨即站起並向觀眾道歉。其後，他在社交平台曬出一張左手前臂擦傷的照片，向粉絲報平安，之後亦有看醫生。有舞台經驗的人質疑，工作人員見到陳瑞輝快要走到台邊時應該提醒他。事發後，有網民在請願網站開設「關注MIRROR演唱會安全問題」聯署活動，約一天有超過1.2萬人簽名支持。
有傳媒向康樂及文化事務署詢問舞台安全事宜，康文署回覆指主辦機構須聘請經署方核准的合資格專業人士在場監督舞台安裝工程。舞台安裝工程完成後亦需由在場監督工程的註冊專業工程師確認舞台安全穩固。

### 7月27日：第三場演出
香港政府康樂及文化事務署及勞工處就近期發生的舞台事件，聯絡演唱會主辦機構，並要求主辦機構檢視情況及改善。同日起，演唱會監製改由MIRROR經理人「花姐」黃慧君親自擔任，大會亦改動舞台佈置，包括陳瑞輝改為在平地進行個人演講，柳應廷演唱歌曲黑夜不再來時吊台加設欄杆，盧瀚霆取消向後躺倒動作並改為使用升降台，組合全體成員演唱歌曲12時取消外圍伸展台，取消所有吊橋環節，以及取消狂人日記和九表演項目中，舞蹈員於升降台反身跳落台底的表演，最終順利演出。

## 第四場演出懸空大屏幕突然墮下

### 7月28日

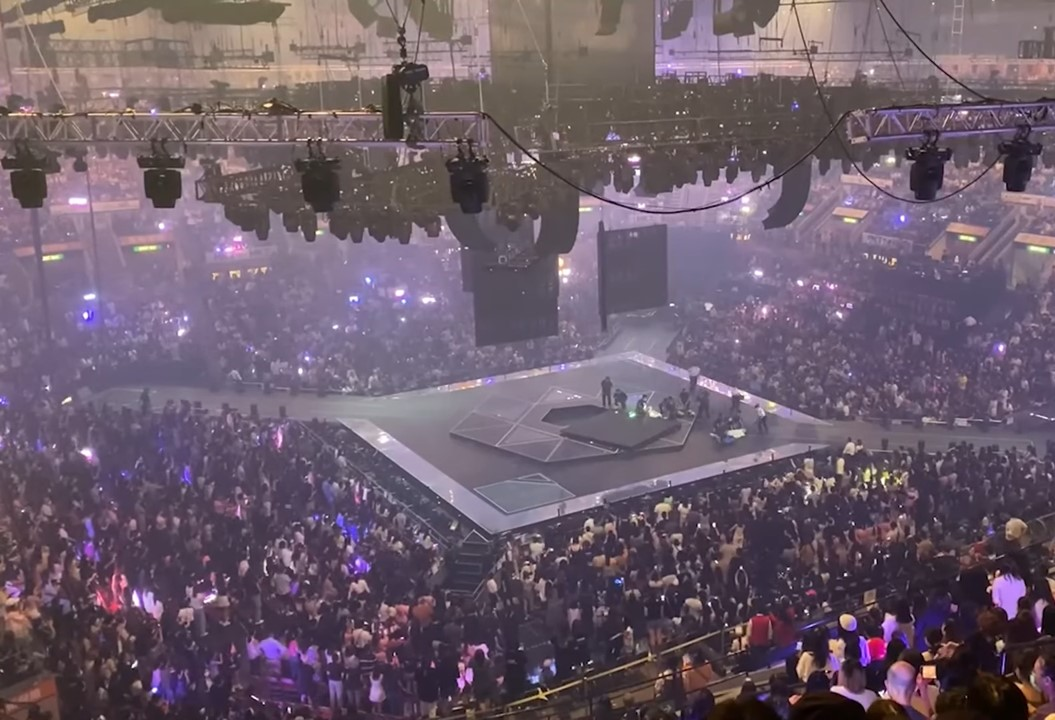
7月28日，大屏幕墮下事故發生後，演唱會主辦方宣布該晚演出腰斬

第4場演出中，舞台後方的6塊大螢幕改為配合表演升降，而在意外發生前不足15分鐘的《鏡中鏡》表演環節時，6塊螢幕移動順暢，未見失靈。晚上約10時34分，成員呂爵安、盧瀚霆與多名舞蹈員表演Elevator一曲時，懸掛在半空的六塊的大型LED屏幕中，其中一塊屏幕上升期間突然墮下，跌落在舞台上，當場擊中舞蹈員李啟言（Moses，阿Mo）頭部，再壓住另一名舞蹈員張梓峯。該LED屏幕長闊約為4米乘4米，重約600公斤。 意外發生後大會立即關燈，現場一片漆黑，使得現場觀眾恐慌大叫。 之後MIRROR經理人兼是次演唱會監製黃慧君上台向現場觀眾表示演唱會因發生重大事故需要即時腰斬，並鞠躬道歉，以及指示觀眾有秩序離開。意外發生後約10多分鐘，有消防員及救護員到達現場處理，就現場所見受傷兩名舞蹈員倒地不起，但仍有意識。救護員為兩人帶上頸箍後進行治理。 兩名傷者其後被送往伊利沙伯醫院治理，當中李啟言為MakerVille女子組合COLLAR成員蘇芷晴的男朋友，張梓峯則曾為歌手郭富城演唱會伴舞。
事件即時引起全香港傳媒關注及報導，其中鮮有報導MIRROR的無綫新聞首次對演唱會作出報導，在當晚《晚間新聞》將此事故放在開場頭條。 而無綫娛樂新聞台的Facebook專頁也同時報導此事故，同樣為首次關於該演唱會的報導。

## 大屏幕墮下事故後續

### 7月29日
7月28日晚上的演唱會意外合共有5人受傷。伊利沙伯醫院發言人表示，急症室接收了兩名男傷者，其中一人情況嚴重，正於深切治療部接受治療，另外一人則情況穩定。 此外，3名傷者身體不適，一人被送往醫院治理。
事故發生後有警員接報到達紅磡香港體育館現場，並了解事件是否涉及人為因素或刑事成份。凌晨1時許，多名九龍城區重案組探員抵達紅館調查，及至凌晨3時許，部分探員離開，但未見有檢走任何證物。經調查後，警方將案件列作工業意外，並交由九龍城警區重案組跟進。
凌晨12時多，在行政長官李家超發表新聞稿後，香港政府文化體育及旅遊局隨即發表新聞稿，表示政府已指示演唱會要暫停舉行，直至舞台結構證實安全。局長楊潤雄要求康樂及文化事務署成立一個由助理署長統籌的小組聯同勞工處及有關人士調查意外成因及跟進事件。
凌晨2時30分，情況嚴重的男傷者在傘陣遮擋下轉移病房，在深切治療部留醫。另一名男傷者亦於約2時50分被送往深切治療部。
凌晨4時，是次演唱會主辦機構之一MakerVille行政總裁魯庭暉會見傳媒交代演唱會意外，再次向各界鄭重鞠躬道歉，並承諾會盡力幫傷者及其家人。他指張梓峯受輕傷，損傷及肌肉拉傷，若無大礙一天後可出院。李啟言則在深切治療部接受治療，清醒並能與醫生溝通。
上午9時許，有線新聞報導，據了解李啟言頸部受傷、情況嚴重，初步診斷四肢癱瘓、腦出血、頸椎爆裂。 明報在下午報導指李啟言已接受手術穩定脊椎，手術後須要插管協助呼吸，至於恢復活動的能力或會否出現身體癱瘓，目前未能確定並受到多個因素影響，要視乎傷者的脊椎穩固後，受損神經生長情況及復康進度。 張梓峯則於家人陪同下在下午自行出院，並轉到香港中文大學醫院接受治理。
李啟言移居加拿大多倫多的父親李盛林及母親得知事故後，立即訂機票啟程返港，惟受到2019冠狀病毒病香港疫情及香港政府的「動態清零」政策影響，二人登機前必須完成接種香港政府認可的疫苗及出示有效期內的核酸檢測陰性證明，並提供已預訂最少7天檢疫酒店的證明，抵港後亦須於已預訂的檢疫酒店強制隔離7天及接受多次核酸檢測及快速抗原檢測。 就此，行政長官李家超於29日下午接受傳媒訪問時，表示醫務衞生局已聯絡傷者家屬提供一切適切協助，並安排他們於抵港後前往醫院探望傷者，以及全面配合傷者家屬的需要。 醫務衞生局亦指，傷者家屬已順利預約指定檢疫酒店房間，他們在抵港後完成必須的入境檢疫程序（不包括7天隔離檢疫）後，可盡快到醫院探望傷者。
綜合資訊節目《東張西望》（翡翠台）、《一線搜查》（香港開電視）於晚上播出有關事件的報導，表示曾經嘗試聯絡其中一家涉事製作公司「In Technical Production Holdings Limited」（ITP Holdings），但沒有得到任何回應，至於負責演唱會機械工程的「協興隆舞台工程」工作人員則表示不清楚事件。

### 7月30日
伊利沙伯醫院發言人回應傳媒查詢時指，傷者李啟言已於7月29日完成手術，現正於醫院深切治療部留醫。因傷者接受手術期間需要插喉麻醉，按照既定臨床情況分類準則，傷者暫被列為情況危殆，至於傷者的維生指數則穩定。 消息指，傷者頸椎第四及五節爆裂及移位，並已於7月29日進行第二次手術時將受傷部位前後固定，然院方團隊對傷者現時的活動能力等評估仍言之尚早，須視乎其復原能力。
文化體育及旅遊局局長楊潤雄在電台節目中表示，紅館於2022年8月中若有其他演出，當局會與主辦方商討，調節舞台安排以確保安全，相信相對靜態和簡單的舞台表演可以繼續。 文體旅遊局其後回覆查詢時稱，楊潤雄所指「相對靜態和簡單的舞台表演」的意思是指較為不複雜的舞台設計，並非指表演者部分，重點仍在於舞台安全。局方又補充康文署會與旗下場地未來表演的租場者商討，視乎舞台設置有否需要改善的地方，以避免一些高危設施。香港舞台藝術從業員工會則回應楊潤雄，表示是次舞台意外是因監管出現漏洞，並非因為有人在場跳舞表演，若只容許靜態演出，即是將責任推卸給舞蹈員。會方稱有責任保護從業員，決不可讓他們受推諉對待以影響行業正常發展。
警方表示，演唱會的意外將交由西九龍總區重案組跟進調查。

### 7月31日
上午近6時，傷者李啟言父母由加拿大多倫多抵港，大概20分鐘後乘坐七人車離開香港國際機場。二人抵港後先到檢疫酒店做檢測，約9時半有陰性結果才到伊利沙伯醫院。上午11時，二人與醫院深切治療部、神經外科，以及專門治療脊椎的三名部門主管會面。二人探望兒子後便返回檢疫酒店隔離。
下午，西九龍總區刑事部警司鍾雅倫和重案組探員到紅館現場，調查事故是否涉及專業疏忽或其他刑事責任。鍾雅倫指暫時不會檢走現場證物，而警方星期一會出席跨部門專責小組會議，文化體育及旅遊局局長楊潤雄將督導調查，包括找出事故原因，以及涉事人士有否疏忽失職或其他刑事責任。
晚上，黃慧君乘七人車到警方西九龍總區總部協助調查及錄取口供。

### 8月1日
演唱會監製之一「Fran9」林浩源於演唱會事故後透過社交網站上發表聲明首度回應事件，向傷者及其家屬、觀眾、受困擾的藝人、舞蹈員以及曾合作的伙伴致歉，並強調正積極配合警方及各部門調查，亦稱「由始至於未有逃避責任的想法」。林浩源又指，對網上出現不符事實的揣測及言論，他會保留追究權利，但他未有具體指明失實內容，並認為現階段不宜評論事件。他解釋，相比傷者的痛楚，他所受的責難實不值一提，故事故後數天未有發聲明回應。林浩源形容，在他從事20多年的行業以及由他主導創作的演唱會上，出現如此重大事故，使他痛心疾首。他祝願傷者順利康復，並謂其他事情「自有塵埃落定之時」。
下午，調查演唱會事故的跨部門專責小組於紅館舉行首次會議，列席者包括康樂及文化事務署署長劉明光、西九龍總區刑事部警司鍾雅倫、香港工程師學會機械、輪機、造船及化工分部代表司徒家成、勞工處代表以及機電工程署代表等，另外機電工程署已於早上派員進入紅館調查。文化體育及旅遊局局長楊潤雄指各部門已有分工，預計調查需時數星期，但期望一兩星期有初步結果。楊潤雄指，康文署會負責徹查事故原因及提出如何改善日後的演唱會流程，勞工處將跟進僱主有否適當保護員工，而警方則會調查事故是否涉及疏忽或刑事成分。 楊潤雄亦於電台節目中表示，當局已知悉有關演唱會的註冊結構工程師身分，當邀請到有關人士調查才能問到更詳細資料，又提到相關文件上有交代相關項目負責人員，但因項目眾多，當局初步只得知有相關認證，在調查時則會更詳細查問。此外，楊潤雄回應有關「靜態表演」的問題，他澄清指屬誤會，並指康文署會先與每個場地的表演者聯絡以了解表演內容。他舉例若交響樂等坐著的表演是沒有問題，但如果牽涉較為複雜的表演例如要「吊上吊落」的大型屏幕便需要商討，但每個表演仍會由康文署與表演者先行討論。
康文署於跨部門專責小組首次會議後發稿指，在調查報告未完成之前，康文署將重新審視所有署方轄下表演場地演出活動的安全，並由8月2日起實施以下的短期措施，直至另行通知，以確保表演者及工作人員安全：
1. 要求租用者重新檢視其舞台設計和由租用者加設的機械裝置，並確保其安全性，以保障所有工作人員、表演者及在場人士的安全
2. 暫停使用懸吊於高空並用作擺動或旋轉或乘載人員的機械裝置
3. 租用人每日必須由康文署同意的合資格人士，檢查第1項所述的機械裝置，以確保其安全性。[62]

### 8月2日
下午，黃慧君再到警方西九龍總區總部協助調查及錄口供。消息指，警方將獨立調查事件。而就跨部門工作小組的調查工作，警方則只會提供意見。
就傷者張梓峯的情況，教育界網絡意見領袖呂詩慧透過其Facebook專頁「夠薑子 呂校長 貓貓校監」表示，與張梓峯的家人經商討後，決定在平台交代張梓峯意外經過及傷勢，以正視聽。呂詩慧指，張梓峯家人於8月1日證實張仍未出院，並指傳媒或網絡多次因引述MakerVille行政總裁魯庭暉於事故發生後所指張梓峯「受輕傷，損傷及肌肉拉傷」，而在報導形容張「輕傷出院」的描述實含有誤導成分。經授權，張梓峯家人透過呂詩慧指，張梓峯實非輕傷，而是盆骨和腰部被壓傷，而須自伊利沙伯醫院轉院繼續留醫，且因病情關係，即使出院仍需每天回醫院接受物理治療及檢查。由於張梓峯身體狀況未容許他回家休養，他仍需搬到方便出入醫院的地方暫住，故呼籲傳媒不要在張家守候追訪。呂詩慧又有拍攝影片交代張梓峯意外經過及傷勢，期間並有播放張梓峯妻子的錄音短信，指張梓峯在事發時本欲推開墮下的大屏幕以盡力救助李啟言，但張個人身體力量有限，結果屏幕仍壓向張，並先壓到其頭部，後再壓到盆骨及壓傷大髀內外側，亦造成其他傷勢，如壓爆腳趾、壓傷手指等。

### 8月4日
下午，魯庭暉、林浩源及一名舞蹈員到西九龍總區總部協助調查及錄取口供。

### 8月5日
下午，調查大屏幕墮下事故的跨部門工作小組舉行第二次會議。領導工作小組的康文署助理署長李子俊指，根據現場以顯微鏡就鋼索斷口所進行的檢測，有跡象顯示，相信其中一個導致大屏幕墮下的原因是鋼索出現金屬疲勞引致斷裂，但工作小組仍要繼續進行測試方可確定最後結論。李子俊表示，工作小組亦有取走部分鋼索樣本化驗，並委託私人化驗所作檢測，以求加快調查進度。
黃慧君於事故發生後首度於個人Instagram發文，指感謝各界慰問，祈求傷者及其家屬早日渡過難關，並表示她跟MIRROR均不會放棄。

### 8月7日
傷者李啟言父親李盛林發信，表示李啟言已清醒，並能簡單與外界溝通。呂詩慧亦代傷者張梓峯家人更新情況，指張梓峯已出院。
下午，警方到紅館取走證物進行調查，包括涉事大屏幕，以及一些與大屏幕墮下事故相關的組件，如鋼索、螺絲等。

### 8月8日
傷者李啟言已於8月6日完成呼吸造口手術，惟頸部以下部位仍未能移動。
西九龍總區重案組連日來繼續邀請多人協助調查。當中包括與紅館燈光和音響操作以及場地保安有關的三名人士，一名舞蹈員和一名負責電子設備的操作員。

### 8月12日
演唱會主辦方大國文化及MakerVille發聲明，指公司會配合政府工作小組及警方調查事故，但為尊重涉事單位及人士之私隱，公司不便評論事故。聲明亦宣布MIRROR於8月及9月的公開活動暫停。

### 8月15日
演唱會主辦方大國文化集團及MakerVille在官方網站公布有關演唱會退換門票安排，持有受影響場次門票人士可於2022年9月15日至2023年9月14日申請退票退款，或保留演唱會完整有效之門票，以兌換日後可能舉辦之指定MIRROR演唱會的同等票面價值的門票。

### 8月24日
演唱會事故調查小組披露調查進展，發現肇事鋼纜所承受之力量比一般少兩成，而鋼纜機關上的護繩器設計亦與一般有異，以至「壓傷」鋼纜，另外涉事LED大屏幕的實際重量亦與申報「有很大差距」，引致鋼纜出現金屬疲勞。調查小組專家顧問林超雄指，事件可能由多個失誤造成，故難以簡單以「人爲失誤」為事故原因定論。他補充，一般情況下需要專門機器方可檢查金屬疲勞，坊間難以發現。

### 9月4日
據傷者李啟言的父親李盛林為兒子所撰寫的代禱信指，中西醫在事發後一個月為李啟言傷勢作出評估，認為其現時頸椎神經已是95%不能完全復原。李盛林續指，將嘗試為李啟言施行針灸治療，但主診中醫師亦表示未有把握可使李啟言完全康復。

### 10月8日
李啟言的父親李盛林第11度發表代禱信，更新兒子的最新情況。李父於代禱信中提到，阿Mo比原定提早兩星期，脫離已戴上10星期的頸箍，對阿Mo來說是一個釋放和感恩，也同時開闊了他的視野，第一次可以自主地將視線從病房的天花板轉移到遠望窗外的景色。另外，他又指阿Mo大致上已掌握飲食，很少「落錯格」，但仍不能進食固體食物，只能進食攪碎的菜和粥類。

### 政府公佈事故調查報告
11月11日，政府公佈MIRROR演唱會事故調查報告，就引致事故的成因，工作小組認為包括：
1. 金屬疲勞引致鋼索斷裂
2. 吊環螺絲的裝置設計問題
3. 懸吊系統安全系數不理想

政府並認為演唱會租用人及其承辦商和分判商違反紅館「租用條款」的規定。
11月14日，由於大國文化製作有限公司違反租用條款，在執法部門完成調查前，會暫停其於康文署場地所有申請，倘日後所有調查完成後，如發現其涉及其他責任，不排除永久禁止其租用。

## 涉事機構
演唱會主辦機構為MakerVille及大國文化，舞台工程總承辦商為藝能工程。藝能工程有限公司由母公司特藝文化娛樂及製作全資擁有，而藝能工程、特藝文化及藝能環球曾簽共存協議，共用商標並共用同一登記地址。特藝的行政總裁、執行董事兼控股股東為蔡健輝。該公司是香港十大演唱會主辦機構之一，曾參與超過600個演唱會項目，涉及超過400名香港及非香港藝人及樂隊，如BIGBANG、BLACKPINK、周杰倫、劉德華、劉若英及五月天等等。2019年至2020年間曾三度申請上市。招股書文件顯示，公司於2013年起一直聘用In Technical Productions Limited（ITP）提供視覺器材，該公司會向客戶提供報價單，並與他們多次開會確認演唱會細節。當表演器材運至表演場地之後，該公司與供應商及分包商的額外安裝工人會按照計劃首先量度及標記安裝位置，需時一日至一星期不等，視乎演唱會的規模及複雜程度而定。完成舞台設置後，該公司會聘請合資格的註冊結構工程師，確保安裝工程符合獲批圖則的標準及建築物條例。註冊結構工程師將會檢查索具結構及安裝工程的狀況，並會於演唱會首日前向相關場地及香港政府屋宇署提交安全報告。
根據演唱會謝幕時資料，這次演唱會的機械工程、舞台工程和視像器材提供，分別由「協興隆舞台工程」、「菱藝廣告製作」，以及「ITP Holdings Limited」三間公司負責。當中協興隆大股東為「中建富通集團」，該集團的董事會主席為藝人麥浚龍之父麥紹棠。
根據《Wave·流行文化誌》記者取得的演唱會製作流程表，當中顯示LED顯示屏的裝置程序，是由協興隆及ITP負責。根據記者由熟悉演唱會製作人士提供的資料，估計是由ITP提供LED顯示屏，協興隆負責安裝。 事後菱藝廣告及ITP均發聲明，指與LED顯示屏的安裝工程無關。而協興隆只聲明涉事之屏幕升降鋼索機及鋼纜不是由該公司製造，但未否認涉及安裝。

## 各界反應

### MIRROR成員
在總彩排意外發生後，MIRROR十二名成員中，舞蹈員出身的江𤒹生在Instagram限時動態寫下「第一次係意外，第二次係大意，第三次係疏忽」，疑似是對這事件的回應。 在大屏幕墮下意外後，江𤒹生和當時正表演的呂爵安曾經在Instagram貼了全黑畫面，但隨後已經低調刪除。其他10名成員則並無對事件作出任何公開回應。
2022年8月1日，MIRROR隊長楊樂文於其Instagram就演唱會事故發文，亦是大屏幕墮下事故發生後首度有MIRROR成員就事故作出公開回應。楊樂文指組合成員會互相照顧，呼籲各界不用擔心他們，並祝願受傷舞蹈員早日康復。
2022年8月4日起，MIRROR成員、多位有參與演出的舞蹈員，以及黃慧君等人陸續在Instagram就事故發文。其中MIRROR成員姜濤稱「不會放棄」、「一定會站起來，一起面對一切」。
MIRROR原定於2022年8月20日出席日本SUMMER SONIC音樂節東京站的演出，但受事故影響，SUMMER SONIC主辦方於8月5日正式宣布MIRROR將辭演，並就辭演致歉。
MIRROR成員盧瀚霆原定於2022年9月3日及9月6日，分別出席由叱咤903主辦之「903 AllStar籃球賽」及「拉闊音樂會 神の拉闊 鄭欣宜 x 盧瀚霆」，但受事故影響，活動將延期至11月舉行。

### 主辦機構
大屏幕墮下事故發生後，演唱會主辦機構大國文化及MakerVille透過社交平台聯合發表聲明，指於2022年7月28日的演唱會場次發生意外事故，造成兩名表演者受傷，大會就此向他們致以最深切慰問並再次鄭重致歉，及會提供一切所需要的協助。大會正全面徹查事故原因，並會盡快公布相關調查進展及細節。大會對事故使觀眾或其他受影響人士造成不安，深感抱歉。另外，主辦機構將取消演唱會餘下所有場次的演出及網上直播，並指已購買演唱會餘下場次門票的觀眾可憑票退款。至於持有7月28日演唱會門票的觀眾，亦可憑票退款。 兩個主辦機構其後再發聲明，指已主動聯絡所有有關單位調查，並安排與不同單位會面，包括公司內部以及演唱會製作總承辦商「藝能工程」及其次承辦商，包括「協興隆舞台工程」及「菱藝廣告製作」等。聲明又稱事件調查方向將包括有否涉及人為疏忽，若調查發現涉不當行為將會報警。
MakerVille所屬母公司電訊盈科集團主席兼執行董事李澤楷亦對事故表示高度關注，並向傷者及家屬致以深切慰問，希望傷者早日康復。李澤楷指公司會承擔醫療費用及提供協助，並嚴肅跟進事故。

### 製作單位
負責演唱會舞台工程的其中一所製作公司「菱藝廣告」於2022年7月28日大屏幕墮下事件後發表聲明，表示在意外發生後，留意到有部分於網上流傳、暗示及誹謗公司與今次意外有關的指控。菱藝廣告澄清，於是次演唱會只負責舞台美術工程部分，包括「Band Pool」角位搭建、道具製作及鋪設台面飾面板及鏡面物料，強調並無參與任何涉及機械工程或導致意外相關工程的製作及舞台運作。菱藝廣告澄清公司與是次意外無關，對意外感到十分震驚及深表關注，並希望所有傷者早日康復及找出涉事原因。菱藝廣告亦指，在徵詢法律專業意見後，將對任何就公司的不實指控或不負責任言論，保留一切法律追究權利，並已將個案交由法律團隊處理及跟進。
負責演唱會視像顯示解決方案的服務供應商「ITP Holdings Limited」發表聲明，澄清公司在演唱會承辦的只包括提供合適及合規的視訊器材，及安裝到主承辦商提供及指定的結構工程上，並無參與任何有關放置巨型懸空屏幕的結構和懸掛鋼索的製作，以及相關機械工程的運作。聲明又指對事故感到非常震驚和難過，並向所有受傷舞蹈藝員及其家屬表達最深切慰問，希望傷者能早日康復。
負責演唱會舞台工程的另一所製作公司「協興隆舞台工程有限公司」亦表示，有鑑於網上傳言眾多，故特於2022年7月29日晚上發表聲明澄清。對於演唱會發生嚴重意外事故，公司乃透過總承辦商「藝能工程有限公司」，負責是次演唱會「連工包料製造及安裝」以下舞台工程部分：當中包括5組角位升降台、部分修口舞台板，以及12個吊人裝置。聲明又指，其他機械舞台部分，均透過總承辦商藝能工程有限公司指定的供應商製造及供應，包括涉事之天空屏幕升降鋼索機及鋼纜。至於有媒體報道有關鋼纜斷裂，是否有關物料質量問題，則留待相關部門查清事故起因。此外，協興隆的母公司「中建富通」亦於同晚發聲明，指公司僅為協興隆的投資者，並非全資擁有協興隆，其日常工作一切由協興隆管理層負責。另中建富通對意外表示震驚及深切關注，並歡迎演唱會主辦方及政府調查事件，將幫助協興隆協助調查，希望當局查明事故原因。
負責演唱會舞台工程的總承辦商「藝能工程有限公司」於2022年7月30日發表聲明，表示極為關注演唱會事故，又指整個演唱會的舞台製作，由構思、設計、安裝及運作，都由多個單位負責及協商，作為承辦單位之一，公司正主動、積極及真誠地配合主辦單位、政府及其他相關單位的調查，以求盡快徹查事故原因。聲明表示，由於仍在調查階段，而舞台的設計及製作涉及不同單位，故現時公司暫不便發放任何信息，以免引起外界誤會或猜測。公司將待相關部門調查結果及檢討報告後，再向公眾作詳細交代。藝能工程亦向事故中的傷者、其家屬及其他受影響人士，致以最深切慰問，希望傷者早日康復，並指表演者、工作人員及觀眾的安全，皆一直是公司的首要考量。

### 政治人物

#### 政府官員
大屏幕墮下事故發生後，多名香港政府官員均有就事件作出回應。行政長官李家超於2022年7月29日零時透過政府新聞處發表聲明，表示對事故感到震驚，向傷者致以慰問及希望他們早日康復。為保障表演者、工作人員及公眾安全，李家超並表示已聯絡文化體育及旅遊局局長楊潤雄，指示康文署聯同相關政府部門全面調查事件，以及檢視同類表演活動的安全要求。
文化體育及旅遊局局長楊潤雄於李家超發表聲明後，亦透過政府新聞處發表聲明，表示非常關注事件及向意外傷者致以慰問，並已要求康文署成立一個由助理署長統籌的小組聯同勞工處以及相關人士調查意外成因並作出跟進工作。楊潤雄亦指，因應意外，政府已指示演唱會須暫停舉行，直至舞台結構證實安全。聲明中亦提到康文署及勞工處曾於2022年7月27日就演唱會發生的舞台事故，聯絡演唱會主辦機構，並要求其檢視情況及進行改善。
行政會議召集人葉劉淑儀透過個人社交平台Facebook帳戶表示對演唱會意外表示非常震驚，認為演唱會舉行四天，竟然有三場發生意外，情況實在不能接受。葉劉淑儀指，演唱會事故頻生令人極度懷疑主辦單位及製作公司是否做足安全措施，甚至涉及人為或監管不力。她亦表示非常擔心年輕人因參與演出而受傷，並要求政府嚴加監管，必須全面徹查事故原因。她同意政府指示演唱會暫停舉行，直至舞台結構證實安全。
2022年7月29日上午，文化體育及旅遊局局長楊潤雄、勞工及福利局局長孫玉菡及康樂及文化事務署署長劉明光到紅館視察後會見傳媒。楊潤雄指政府非常關注事件，需要時間徹查原因，並指政府相關部門曾就演唱會問題向主辦方提意見。孫玉菡則表示，當局會根據《職安健條例》盡快展開調查，徹查事故發生的原因，若調查發現有人需要負責，將嚴厲執法。孫玉菡亦對傷者表示深切慰問，指政府高度關注今次事件。他指，昨晚勞工處同事已展開搜證工作，並已向有關方面發出暫時停工通知書，主辦單位亦須向當局匯報確保表演設施安全。此外，孫玉菡指留意到有不少觀眾和市民看過事故片段後情緒難以紓解，他呼籲受影響的市民向親友傾訴，有需要亦可撥打社會福利署熱線轉介求助。
教育局局長蔡若蓮對事故感到十分心痛，懇請市民不要再轉發有關片段，以尊重受傷者，也保護好自己、守望身邊的人，避免受重複的影像影響。蔡若蓮提醒各界要留意年輕人，若他們的情緒受到困擾，老師及家長須安排他們在合適及安全情況下表達情緒，並在需要時安排輔導支援。教育局已向各學校議會及校長會、及家長教師聯會發出相關呼籲。
2022年7月30日，楊潤雄在電台節目中表示，紅館於2022年8月中若有其他演出，當局會與主辦方商討，調節舞台安排以確保安全，相信相對靜態和簡單的舞台表演可以繼續。楊潤雄指，若發現規管制度有問題會作出改善，但目前認為要求主辦方聘用專業人士檢查舞台裝置和發出認證，是可以信賴的制度。他又強調，MIRROR演唱會事故要待調查完結方可有結論。

#### 立法會議員
多名立法會議員亦有就事故作出回應。2022年7月29日，立法會體育、演藝、文化及出版界功能界別議員霍啟剛指演唱會自2022年7月25日舉辦第一場以來，四場演出中有三場均發生事故，情況不能接受，促請康文署及主辦單位為了保障所有舞台工作者及觀眾的安全，在未能確保安全前停止舉辦，並全面徹查事件。霍啟剛又表示，初步了解當局需要7至8個星期調查演唱會事故，但他已向當局反映，希望能盡量壓縮調查程序，以向各界盡快交代事故原因。在追究責任的問題上，霍啟剛指，希望社會給予調查小組空間跟進，認為在沒有證據下便作出指責並非負責任做法。他續稱，不會評論演唱會上甚麼環節或機關應否繼續保留，但會聯同業界再與政府接觸以反映意見。而事件雖讓業界非常震驚及不開心，但他暫沒聽聞往後有演唱會將因是次事故而取消。霍啟剛又留意到傷者李啟言的父母已抵港，並呼籲各界給予他們多些空間陪伴兒子。
選舉委員會界別議員梁美芬指主辦單位、康文署和機電工程署等都有責任確保安全，認為當局必須調查事故原因，是否涉及人為疏忽或監管不力，以及避免意外再次發生。
九龍東選區議員鄧家彪指勞工處及主辦單位有責任調查，認為當局要介入事件，作出調查並發出停工通知書。他促請政府盡快徹查事件。
社會福利界議員狄志遠就事件去信李家超，指MIRROR受到年青人追捧，包括不少中小學生。狄志遠關注部分學生因為在網絡上看到事故相關影片，或會出現一些類似創傷後遺症（PTSD）的徵狀，呼籲政府提供支援。狄志遠又促請康文署，對於演唱會的安全操作準則及程序進行深入調查，勞工處亦應以職業傷害的角度去深入調查事情，並向公眾交代調查結果。
曾任香港藝術發展局主席的立法會選舉委員會界別議員馬逢國則直言「意外一宗都嫌多」，建議政府可考慮推出專業發牌制度，以加強審批相關人員的資歷。
2022年7月31日，香港島東選區議員吳秋北指，演唱會主辦方作為整場活動工程的最大僱主，實在難辭其咎，又批評有媒體企圖為其卸責，呼籲巿民勿模糊焦點。吳秋北認為，演唱會自首日開演以來即接連出現事故，亦有表演者多番反映安全問題，而康文署於大屏幕墮下事故發生前已要求主辦機構改善，但主辦方依然故我，結果導致今次意外。他強調，就是次事故，必須對急功近利及罔顧僱員生命安全的僱主追究到底，嚴懲不貸，而事件亦反映主辦方並不尊重演唱會中所有參與人員的生命，但更令人心寒的是有媒體企圖為主辦方轉移視線，卸責洗白；新界西北選區議員田北辰質疑政府監管工程的專業部門沒有參與演唱會搭建工程的審批，而僅由康文署接收文件，批評政府不重視人命安全。

### 演藝界人士
於大屏幕墮下事故發生前，演唱會上小意外已頻生。歌手郭富城曾於2022年7月27日出席第46屆香港國際電影節開幕典禮後接受傳媒採訪，指自己不太清楚MIRROR演唱會的舞台設計，故難加以評論，但強調演唱會監製應該最清楚現場環境及舞台情況，內部亦應不斷檢討。郭富城指幕後團隊應解決一切問題，而不應要歌手去擔心及負責解決問題，歌手應該全神貫注綵排及表演。郭富城又指自己演出前會有三至四日時間熟習舞台，認為兩日時間太短，而場務同事也會特別提醒舞台地勢、危險位置，而自己熟習舞台時亦會特別記緊相關細節，更會事前租借地方搭建一比一比例大小的舞台熟習環境。
於事故中嚴重受傷的舞蹈員李啟言，其女朋友暨女子組合COLLAR成員蘇芷晴於2022年7月29日凌晨抵達伊利沙伯醫院深切治療部外了解其傷勢。 受演唱會事故影響，COLLAR於其官方社交平台Instagram帳戶發文，表示取消2022年7月29日所有活動及訪問。
不少演藝界人士於事件後均於其社交平台發布黑圖或合十限時動態。
香港演藝人協會會長古天樂於事件後透過社交平台發表聲明，表示事件令人震驚及難過，呼籲各界一起為傷者祈福，並停止轉發意外相關片段。古天樂亦促請相關機構專注處理及協調事件，並全面關注及檢視今後所有台前幕後工作人員演出的安全問題，以免重蹈覆轍。
事故發生翌日，藝人盧覓雪、林海峰於商業電台叱咤903節目《在晴朗的一天出發》中談到事件，呼籲大家不要再傳閱事故影片。盧覓雪稱自己看到影片後感到很不舒服，並稱經了解後已確認涉事演唱會製作公司是香港公司，及引述業界看法，強調演出製作不兒戲，故堅稱事件顯然是意外，呼籲大家勿再散布謠言。林海峰則指自己因工作關係認識傷者李啟言，希望他平安。
有到場觀賞演唱會首場演出的藝人鄭裕玲亦於事故發生翌日的叱咤903節目《口水多過浪花》中表示對事件感到非常不開心，認為相關機構及當局一定要找出意外原因，確保以後演唱會永遠不再發生同類事件。她又指演唱會理應是開心事，質疑為何會在演唱會發生如此事故。鄭裕玲亦希望大眾為兩位傷者，特別是李啟言祝福祈禱。對於網上抨擊MIRROR成員在意外發生後仍繼續演唱，另一位主持余迪偉則指台上表演者戴著耳機，未必即時察覺台上突發情況，希望大眾不要胡亂指控。另外兩名主持傑朱及余德丞亦指呼籲聽眾關注心理健康。
作家及藝人王貽興於事件後透過社交平台發表長文，指斥ViuTV草菅人命、用人唯親、製作吝嗇，只知用最低成本將藝人用最短視、最慳吝的方式消費壓榨，指ViuTV的主要競爭對手無綫電視所製作的節目及表演活動亦不會吝嗇得縮減綵排時間、製作得過且過和胡亂外判工程，認為ViuTV的作風和無綫電視相比實有過之而無不及，並希望各界反思是否仍要盲目支持香港各家只知自詡「大台」的電視台，並繼續助長其罔顧藝人性命的作風。
曾任大律師的藝人兼保險經紀林作指有很多網民為傷者李啟言「集氣」，但他認為這些行為根本沒有任何作用，首要的是為李啟言討回公道，例如探討演唱會的責任保險以及李啟言本身有否購買意外保險。其次，是向所有涉事部門作出人身傷亡、工傷索償的訴訟。 林作又指，雖未有完整的調查報告，但認為需要為是次事故賠償的應不止一方，認為李啟言一方應把所有相關人士作提告。
2022年7月30日，前香港電台及商業電台主持人黃冠斌於網絡電台D100節目中評論事故，認為主辦方責無旁貸，亦代其節目的台前幕後人員誠摯祝願受傷的舞蹈員平安。黃冠斌認為是次演唱會在製作層面上的安排是完全不能接受。黃冠斌指其實有不少人很早已留意到是次演唱會的不足，質疑主辦方為何不延遲演出，直至確保舞台安全方正式開始演唱會。黃冠斌又批評主辦方處理事件反應緩慢，安排亦不理想；並指政府是次處理事件的反應快捷，比主辦方處理得好。其中，黃冠斌指在大屏幕墮下事故發生後，大會竟將現場燈光關閉，此舉有機會阻礙救援。黃冠斌亦質疑演唱會監製黃慧君在事故發生後當下的處理方式，認為黃慧君當時叫現場觀眾即時離開，此舉同樣有阻救援，因為若太多人同時離開，很可能阻礙交通，令救護車延誤到場。另外，黃慧君隨即表示會處理大屏幕墮下事故發生當晚演唱會門票的問題，被現場歌迷批評並非金錢的問題，及後黃慧君才承諾會安全地處理事件。黃冠斌認為人在遇上突發事時的反應最為直接，因而憑黃慧君言論的排序上似已看出演唱會主辦方當下依然認為金錢比安全重要。 此外，曾為ViuTV節目《點相II破局》擔任主持的黃冠斌又批評，ViuTV在節目製作上經常將貨就價，罔顧藝人安全，初期屢以本小利大的方法製作節目，其後則開始將節目外判製作，但為壓低成本，亦相應減省相關預算，使外判公司和ViuTV內部製作均經常陷入艱難處境，更形容ViuTV的節目製作預算甚至比他曾經服務過的亞洲電視更低。黃冠斌認為，是次事故是讓大家好好思考演藝行業內部問題的機會，強調演唱會各個崗位的工作人員，都值得擁有一個安全的舞台讓他們各司其職。
有到場觀賞演唱會首場演出的藝人汪明荃出席「八和粵劇學院課程匯報演出」活動時接受傳媒訪問，表示覺得演唱會舞台危險，並希望受傷的舞蹈員能吉人天相。她指MIRROR是新興當紅團體，經驗不足，排練時間少，直指「佢哋係未Ready」（「他們是未準備好」），認為演唱會實不需太多機關，並指主辦機構MakerVille和大國文化必須為演唱會事故負責。
歌手張敬軒和MIRROR成員陳卓賢於事件後一同聘請專家顧問團隊，為參與是次演出的舞蹈員提供心理輔導及支援。張敬軒借出場地，指希望可以助他們走出陰霾，並表示參與演出的很多舞蹈員也與他及MIRROR合作無間，他們都希望可盡快安撫、平復舞蹈員的情緒。
2022年7月31日，有份參與演出MIRROR演唱會的23名舞蹈員發表聯合澄清聲明，表示因現階段仍等待相關部門的調查結果，故不便作出任何評論，亦不接受任何傳媒採訪。聲明又指，有參與演出的舞蹈員並未曾發放任何匿名言論，亦沒有為受傷舞蹈員發起眾籌。他們指受傷舞蹈員（李啟言、張梓峯、羅德智）的健康狀況，以其本人、家屬或官方單位發放之信息為準。聲明並呼籲各界請勿將事故責任歸咎於該演唱會任何一位表演者。
就古天樂及蔡若蓮等人呼籲網民停止分享事故影片，以避免為他人帶來二次傷害一事，粵語語言學家暨藝人歐陽偉豪則認為有關做法是合理化某些立場而刻意淡化是次意外的行為，強調刪去或停止分享轉載相關片段不但並非尊重傷者，亦剝奪了公眾知情權。歐陽偉豪又指，事故發生後連日內各方人士發出的回應和聲明中，措辭都有淡化事件之嫌，例如以「事故」一詞代替「慘劇」；以「嚴肅處理」、「嚴肅跟進」代替「追究責任」、「革職查辦」等。
2022年8月5日，藝人梁思浩於網絡電台D100節目《大家真風騷》中認為黃慧君對事故難辭其咎，並批評她既沒有盡責阻止悲劇發生，事後「潛水」之舉亦是不負責任的行為，反映她只知一味從MIRROR身上賺取利益，出事後卻不願負責。
為《明報周刊》撰寫視評的專欄作家岑傲明認為，演唱會主辦方MakerVille對事故難辭其咎，即使事前已知演唱會有安全隱患仍沒有盡力阻止慘劇發生，並批評MakerVille在MIRROR成名並為其賺取龐大利益後，公司所投放的資源仍過於緊絀，運作儼如「血汗工廠」，最終導致意外發生。

### 電視台
MIRROR停工至十月，ViuTV抽起所有由MIRROR成員亮相的節目，並一度停止於社交平台宣傳節目，不少廣告商抽起由MIRROR成員代言的廣告。因為ViuTV低調處理，再加上市民的不滿，ViuTV一度受到嚴重打擊。
無綫電視在意外前不久宣佈選擇性地發佈自己較高的收視，不再持續發佈自身及其他電視台收視資料，所以意外令ViuTV節目收視的影響無從得知，但根據消息，ViuTV對手的無綫電視和香港開電視（現稱HOY TV）的節目收視有所上升。 
無綫電視的最主要競爭對手為ViuTV，因此無綫電視一直沒有報道ViuTV和其他香港電視台藝人相關的消息，但意外後，節目《東張西望》和《娛樂頭條》罕有地持續報道意外相關的負面消息，並多將意外矛頭指向主辦單位。

### 非政府組織
大屏幕墮下事故後，香港舞台藝術從業員工會發表聲明，促請相關機構對演唱會意外負上全部責任，又指是次事件屬嚴重工業意外，警方、勞工處及當局必須調查。工會又促請主辦機構交代受傷員工有否得到應得的保障，並要求有參與製作演唱會的所有工程持份者及公司，公開交代事故原因，以及交代演唱會舞台裝置及特別效果是否符合康文署及相關舞台安全規定及指引。工會亦對受傷的舞蹈員致以深切慰問，並願意提供一切所需協助。
香港紅十字會因應演唱會意外，啟動心理支援熱線51645040，服務時間由2022年7月29日凌晨起至中午12時，為有需要人士提供情緒支援，包括工作人員、現場觀眾或從媒體得知有關事件消息的人士。紅十字會指，面對大型意外，市民或會不知如何反應、感到氣憤或擔心，故建議市民暫停觀看相關片段或新聞，並找朋友陪伴或傾訴，以及照顧自己和盡可能休息。
事故中其中一位受重傷的舞蹈員李啟言，其父親為著名牧師李盛林。阡陌社區浸信會於事件後發出禱告信，呼籲信眾為李啟言祈禱。
2022年8月1日，香港舞台藝術從業員工會內務副主席陳頴業在香港電台節目《千禧年代》中表示，演唱會意外非常罕見，認為問題主要在於監管不足，而非舞台機械。他認為事故中除掛上涉事大型屏幕的承辦商要負責外，主辦機構及演唱會監製亦有責任，並指出在首場演唱會舉行當日早上才進行總綵排，並無足夠時間處理舞台機械及安全。陳頴業又指，事件對整個行業帶來很大震撼，因行業一向最重視高空工作安全。他亦提到，事件亦反映舞蹈員的權益問題，他們很多時候因叫價能力低而難以爭取權益，更或會被列入黑名單影響工作機會，故希望政府不要高度介入舞台工作，若全禁有風險舞台設計，是「斬腳趾避沙蟲」限制創作空間。他建議成立舞蹈員工會，制訂工作守則及指引。
工業傷亡權益會總幹事蕭倩文亦在《千禧年代》節目中表示，事故反映「真自僱」及「假自僱」問題，指舞蹈員即使簽署服務協議，亦未必是完全的自僱。她稱，若經勞工處調查後，發現僱員一旦屬「假自僱」，而僱主不承認，便須循法律解決，而循民事事索償解決工傷問題，花費時間以年計。蕭倩文又指，現時《工廠及工業經營條例》並未涵蓋舞台工作，故只能以較輕的條例處理。她認為舞台工作涉及大量機械等運作，但欠缺特定條例規管存在的問題。

### 市民
大屏幕墮下意外發生後，大量網民對此表示非常憤怒，紛紛到ViuTV和MakerVille的社交平台留言和留下憤怒表情符號，批評公司冷血、罔顧人命和賺到盡，並要求向全港市民交代事件。亦有網民要求停止播放MIRROR在2022年8月底播映的劇集《季前賽》。
2022年7月30日，有事故當日於紅館現場觀看演唱會的觀眾葉先生在Facebook表示將入稟向MIRROR所屬公司MakerVille索償，要求對其所造成的心理創傷支付一切醫療支出和賠償。他其後向《明報》報稱事發後有手震、冒冷汗及睡眠不佳徵狀，並會找律師協助。
Facebook群組「我老婆嫁左比Mirror導致婚姻破裂關注組」早前因對演唱會安排感到不滿，決定演唱會後關閉群組。但第四場演唱會發生事故後，關注組版主RC在2022年7月31日表示群組暫不關閉。
2022年8月4日，災後心理輔導協會表示，經接觸近百名因受事故影響而出現負面情緒人士後，發現當中有不少人士已出現創傷後遺症（PTSD）病徵，例如發惡夢、失眠、食慾不振、血壓上升、胸痛等症狀，更有網民表示在看見MIRROR廣告或是成員照片時均會突然出現負面情緒並回想起意外。災後心理輔導協會總幹事杜永政及香港心理學協會會長劉英健推算，大屏幕墮下事故發生30日後將有近27萬人患上創傷後遺症。但有關言論及後被香港心理學會駁斥，指出市民接觸不安影像後出現短期壓力反應實屬正常，並非疾病。但建議市民若症狀持續，應尋求專業人士協助。

### 學者
香港註冊機械工程師兼香港理工大學機械工程學系前工程師盧覺強接受《英文虎報》訪問時，形容大屏幕墮下事故為「不幸中之大幸」。盧覺強解釋，事故中墮下之大屏幕約重300磅，高10米，預料墮下的時速52公里，屬十分高速，估計屏幕如直接壓在人身上的力度有1476磅，如被屏幕直接撞中必死無疑。盧覺強補充稱在這宗不幸事件中較幸運的是屏幕墮下時，屏幕是其中一個邊角先撞落地板，故此撞擊力先由地板承受，之後才「像斧頭一樣碾向舞者」，故撞擊力下降至預料中的三分之一，但估計仍要承受546磅的力度。
職業健康及安全管理人員工會理事李光昇認為涉事屏幕的鋼絲斷裂通常有數種情況，最常見是超重，但比較罕見，故估計屏幕大約重600公斤，但他亦表示屏幕墮下也有可能關乎其安裝的方法，可能是鋼絲夾出現問題而鬆開，導致屏幕墮下，但實際情況仍須到現場了解方可給予確實答案。

## 拘捕行動及法律審訊

### 拘捕舞台工程涉事員工
2022年11月11日，香港警方以「欺詐」及「容許物件從高處墮下」等罪，拘捕「藝能工程有限公司」3男1女員工及「協興隆舞台工程有限公司」1名男員工，年齡介乎40至63歲。
香港警方指，在調查期間發現藝能呈交給康樂及文化事務署申請場地的文件虛報裝置和機械組件的重量，當中在意外中墮下的屏幕同場合共有六塊，實際總重量達9852磅，藝能申報時聲稱只重3600磅，相差逾2.7倍。天花多個組件亦有類似情況，當中八組喇叭實際和申報重量相差超過7倍，差距最大，燈光支架和鐳射燈分別相差4.8倍和3.7倍。警方形容相關誤差非常大，懷疑承辦商是刻意誤導康文署意圖盡快取得演出許可。

### 藝能工程員工被落案起訴
2023年1月19日，2男1女到警方西九龍總部報到時，警方控告三人「串謀詐騙」罪，包括藝能項目經理及技術統籌，他們暫准保釋出外，案件將於2月2日在九龍城裁判法院提堂。

### 藝能工程員工欺詐案審訊
在2023年1月27日，勞工處表示已經就意外完成職業安全及健康，以及僱員補償方面的調查，發現有關處所佔用人及僱主，即藝能工程有限公司、協興隆舞台工程有限公司和舞館有限公司，涉嫌違反《職業安全及健康條例》(第509章)及《僱員補償條例》(第282章)，並提出15項檢控，案件排期在3月27日於九龍城裁判法院進行首次聆訊。
2023年3月27日，3名藝能工程有限公司職員被控串謀欺詐再提訊，所有被告暫時毋須答辯，裁判官將案件押後至4月20日轉至香港區域法院提訊，全部繼續獲准保釋候審，保釋期間不得與控方證人討論案情，其中1人獲准於指定日子離境工作。3名被告分別是41歲項目經理吳凱瑩、60歲工程統籌林志華及48歲項目經理梁耀祖，被控1項串謀欺詐罪，控罪指，3人在2022年5月至7月，串謀向康樂及文化事務署經理，虛報2個設備的重量，以誘使署方批准MIRROR紅館演唱會繼續舉行。
2023年4月20日，案件首次在香港區域法院提堂，各被告暫毋須答辯，法官批准押後至6月15日再訊，待辯方給予進一步法律意見，三名被告批准以原有條件保釋。
2023年6月15日，總承辦商藝能工程有限公司3名職員於香港區域法院再訊。法官應代表律師申請，將案件押後至8月29日再訊，以待研究文件及索取法律意見，另准各被告續保釋，條件包括現金5萬元等。
2023年8月29日，演唱會工程總承辦商「藝能工程有限公司」兩男一女被落案起訴一項串謀欺詐罪，以及屬於交替控罪的欺詐罪，三名被告均不認罪。案件排期至 2024 年 10 月 16 日至 11 月 8 日進行 18 天中文審訊，期間控方傳召21名證人，包括13名市民證人，兩名專家及 6 名警員。
2024年10月16日，欺詐案案件正式開審，工程總承辦商藝能工程及延伸公司的3名項目經理涉向康文署虛報設備重量，3人否認串謀欺詐等罪，控方開案陳詞指，藝能先後兩次向康文署遞交懸吊設備負重表，報稱設備總重量約1.2萬磅、涉案電視屏幕重600磅，惟電視屏幕實際重逾400公斤，設備總重量達5萬磅，超重逾4.2倍。
2024年11月4日，專家證人指，墮下的屏幕安全系數只有不足5，遠低於標準的10；加上鋼索質素不理想，而且沒有額外安全裝置，種種因素導致屏幕墮下。控方舉證完畢，法官裁定所有控罪表證成立。

### 控告傳票審訊
2023年1月17日，勞工處正式向法庭申請傳票，就違反香港法例第509章《職業安全及健康條例》及第282章《僱員補償條例》相關條例及規例對藝能工程有限公司、協興隆舞台工程有限公司和舞館有限公司共提出15項檢控。
2023年3月27日，案件於九龍城裁判法院提堂，被告公司暫毋須答辯，以待辯方考慮控方文件及提供法律意見，案件押後至5月25日答辯。案情指，舞館有限公司被控1項沒有確保僱員的安全及健康、2項沒有為僱員的意外發出通告及2項沒有為僱員購買保險；協興隆舞台工程有限公司被控2項沒有確保僱員的安全及健康、2項沒有確保存放於處所的作業裝置式物質是安全的、1項沒有在24小時內將嚴重意外事件通知職業安全主任及1項沒有就意外發出通告；藝能工程有限公司被控2項沒有確保存放於處所的作業裝置式物質是安全的、1項沒有在24小時內將嚴重意外事件通知職業安全主任及1項沒有就意外發出通知。
2023年11月15日，舞館有限公司及藝能工程有限公司承認其中9張傳票，案情指墮下屏幕的框架在中國大陸購入，監察人員只透過目測判斷工程是否穩妥。專家意外因框架質素差劣，安裝亦欠穩當，屏幕墮下是可預期事故。裁判官判兩認罪公司分別罰款22萬及13.2萬。舞館旗下舞蹈員求情時指，舞蹈員向來是以自僱形式聘用，演唱會前與舞蹈員簽訂的合約只是為了保障各位，亦以為主辦方大國文化會負責舞蹈員的保險事宜，因此並未向大國文化再作確認。涉事24舞蹈員中，有23位均為舞館寫求情信，只餘下受重傷的阿Mo未有撰寫。藝能大狀求情時指藝能已開辦近40年，並舉辦了無數成功的演唱會，而且事件後已明白犯下的罪行並勇於承擔，大大節省法庭時間。
2024年1月17日，被票控的協興隆舞台工程有限公司代表在九龍城裁判法院承認6項控罪，被罰款42萬元。裁判官高偉雄判刑表示，目測屬行業一貫陋習，協興隆不能推卸刑責。

## 外部連結
- 2022年7月28日香港體育館Mirror演唱會事故調查報告 （页面存档备份，存于）